# Jesús Navas
Jesús Navas González (Los Palacios y Villafranca, 21 de novembro de 1985) é um ex-futebolista espanhol que atuava como ou ponta ou lateral-direito.

## Carreira

### Sevilla
Nascido em Los Palacios y Villafranca, província de Sevilha, Jesús Navas ingressou nas categorias de base do Sevilla com 15 anos de idade. Na temporada 2003–04, o jogador fez sua estreia na equipe principal quando jogou 12 minutos em uma derrota de 1–0 para o Espanyol, no dia 23 de novembro de 2003. Em seguida atuou em mais quatro partidas na reta final do Campeonato Espanhol, sempre saindo do banco de reservas. Na temporada seguinte, Navas foi definitivamente promovido à equipe principal, marcando duas vezes em 22 jogos.
Em 4 de maio de 2005, no dia em que realizou sua estreia pela Seleção Espanhola Sub-21, o meia teve seu vínculo com o Sevilla prorrogado até 2010.
Na temporada 2005–06, Navas mais uma vez foi um elemento crucial com os andaluzes e ganhou sua primeira Copa da UEFA. Ele apareceu em todas as 12 partidas, incluindo a final contra o Middlesbrough. Em agosto de 2006, um acordo foi feito para a transferência de Navas para o Chelsea, mas o jogador recusou, citando uma possível saudade da família. No campeonato, Navas foi consistentemente listados nos melhores jogadores e entrou no 'Top 50' da revista Don Balón.
Nas próximas três temporadas, continuou a ser fundamental para seu clube, sendo sempre o líder de assistência, marcando nove gols.
Em 2009–10, Navas esteve sempre presente, aparecendo em mais de 50 jogos oficiais, e liderar a liga em passes decisivos (incluindo dois na última rodada contra o Almería e Mallorca. O meia teve boa atuação e balançou as redes no dia 19 de maio de 2010, marcando o gol que definiu a vitória por 2–0 contra o Atlético de Madrid, pela final da Copa da Espanha.
Na temporada 2010–11, o jogador foi muito prejudicado por lesões, aparecendo em menos da metade dos jogos para o Sevilla. Em 13 de março de 2011, marcou em uma rara aparição em um empate em casa por 1–1 contra o eventual campeão Barcelona, o seu único gol na temporada.

### Manchester City
Ao fim da temporada 2012–13, foi vendido ao Manchester City por aproximadamente 25 milhões de euros.

### Retorno ao Sevilla
Em 1 de agosto de 2017, o Sevilla anunciou o retorno de Jesús Navas ao clube espanhol. O jogador é o recordista de partidas com a camisa do time da Andaluzia, com mais de 600 jogos disputados contabilizando as duas passagens.
Em maio de 2024, Navas renovou seu contrato até o dia 31 de dezembro, declarando que se aposentadoria quando o vínculo chegasse ao final. O motivo alegado foram os problemas de quadril que o jogador enfrenta desde 2020. Jesús Navas explicou:
| “ | Estou nessa situação há quatro anos. É um desgaste, está ficando cada vez pior, cada vez mais contínuo, cada vez mais intenso. É complicado, quando você termina a partida, você não consegue andar por dois ou três dias, é complicado. Para mim foi um desafio muito grande esses seis meses, pois eu queria estar com a equipe. | ” |

## Seleção Nacional
Estreou pela Seleção Espanhola principal no dia 14 de novembro de 2009, em um amistoso contra a Argentina.
No dia 20 de maio de 2010, foi convocado pelo treinador Vicente del Bosque para Copa do Mundo realizada na África do Sul. Navas marcou seu primeiro gol pela Espanha no dia 3 de junho, num amistoso contra a Coreia do Sul. Reserva durante o Mundial, atuou na final contra a Holanda no dia 11 de julho, iniciando a jogada do gol do título marcado por Andrés Iniesta. Nas Copas do Mundo seguintes, em 2014, 2018 e 2022, Navas ficou de fora.
O jogador voltou a defender a Roja em 2024, aos 38 anos, sendo convocado para a Eurocopa por Luis de la Fuente. Com a conquista da Euro, ganhou seu 4º título pela Seleção e tornou-se o jogador com mais títulos na história da Espanha. Logo após a conquista, Navas se aposentou da Seleção Espanhola.

## Títulos
Sevilla
- Liga Europa da UEFA: 2005–06, 2006–07, 2019–20 e 2022–23
- Supercopa da UEFA: 2006
- Copa do Rei: 2006–07 e 2009–10
- Supercopa da Espanha: 2007

Manchester City
- Premier League: 2013–14
- Copa da Liga Inglesa: 2013–14 e 2015–16

Seleção Espanhola
- Copa do Mundo FIFA: 2010
- Eurocopa: 2012 e 2024
- Liga das Nações da UEFA: 2022–23

### Prêmios individuais
- Equipe ideal da Liga Europa da UEFA: 2022–23
- Melhor jogador da Liga Europa da UEFA: 2022–23